# Z densetsu: Owarinaki kakumei
Z densetsu: Owarinaki kakumei (Z伝説 ～終わりなき革命～? lett. "Leggenda della Z: Rivoluzione infinita") è il quarto singolo major (il sesto in assoluto) del gruppo musicale di idol giapponesi Momoiro Clover Z, pubblicato il 6 luglio 2011 dall'etichetta Starchild, filiale della King Records Japan. Ha debuttato alla posizione numero 5 della classifica settimanale della Oricon.

## Descrizione

### Pubblicazione e promozione
Il singolo è stato pubblicato il 6 luglio 2011 nello stesso giorno dell'uscita del quinto singolo D' no junjō, in una sola edizione che consta di una sola traccia. Si tratta del primo singolo pubblicato sotto il nome di Momoiro Clover Z e il primo che non vede nella formazione del gruppo Akari Hayami.
Per promuovere l'uscita dei due singoli le Momoiro Clover Z tennero una serie di performance dal vivo, tra cui il concerto del 9 luglio all'interno del parco a tema Mega Web di Odaiba, davanti a circa duemila persone. Il brano fu inoltre utilizzato negli spot pubblicitari del parco divertimenti Joypolis di Tokyo.

### Composizione
Il singolo è scritto, composto e arrangiato da Ken'ichi Maeyamada, già autore di due dei brani più noti del gruppo quali Ikuze! Kaitō shōjo e Coco natsu. L'urlo «Zed!» è interpretato da Ichirō Mizuki, mentre la voce maschile che presenta i vari membri del gruppo appartiene a Fumihiko Tachiki.

### Copertina e video musicale

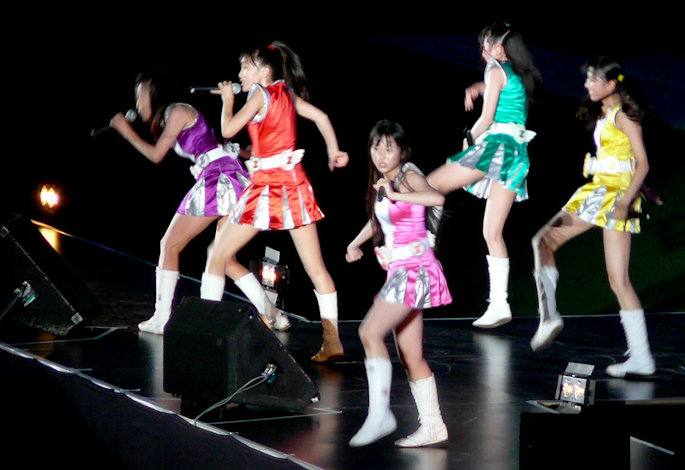
Le Momoiro Clover Z si esibiscono con i costumi utilizzati nel video di Z densetsu: Owarinaki kakumei

Nel video musicale e sulla copertina del disco le componenti del gruppo vestono dei costumi ispirati allo stile dei supereroi giapponesi e al genere super sentai, di cui fanno parte numerose serie televisive e franchise di successo quali Kyōryū sentai Zyuranger (la quale ha ispirato a sua volta i Power Rangers), Kamen Rider, Ultraman e Metal Hero. Nel video le ragazze indossano dei caschi e utilizzano delle cinture per trasformarsi in supereroine, elementi che è possibile ritrovare in molte serie legate al genere.
Il video musicale del brano venne pubblicato dall'account della Stardust Digital su YouTube e Nico Nico Douga il 3 giugno 2011. Fu successivamente incluso all'interno del DVD uscito con l'edizione limitata A dell'album Battle and Romance, pubblicato il 27 luglio.

## Tracce
1. Z densetsu: Owarinaki kakumei (Z伝説 ～終わりなき革命～) – 5:08 (Ken'ichi Maeyamada)

## Classifiche
| Classifica (2011)            | Posizione più alta |
| ---------------------------- | ------------------ |
| Giappone (Oricon)            | 5                  |
| Giappone (Billboard Hot 100) | 22                 |
| Giappone (Billboard)         | 7                  |